# Margareta Schildt
Hortense Margareta Schildt, född Morsing 21 december 1916 i Överluleå församling,  död 16 maj 2001 i Stockholm, var en svensk förlagsredaktör, översättare och författare.

## Biografi
Margareta Schildt, som var dotter till regementsläkaren Wilhelm Morsing, började arbeta som redaktör på Albert Bonniers förlag 1949 och senare på Bonniers juniorförlag som 1993 blev Bonnier Carlsen bokförlag
. Schildt var redaktör för barnboksförfattarna Gösta Knutsson, Gunnel Linde, Maria Gripe och Max Lundgren. Hon har även skrivit en del faktaböcker som bland annat Jul i vårt hus, Trevlig helg och Kom ska vi leka samt diktsamlingen  Sardinen på tunnelbanan. Schildt arbetade också som översättare då hon översatt några av Thorbjörn Egners böcker samt en del av Barbapappa-böckerna.
Schildt var gift med skådespelaren Henrik Schildt samt mor till översättaren Veronica Schildt Bendjelloul och regissören Peter Schildt.
Margareta Schildt är gravsatt i minneslunden på Skogskyrkogården i Stockholm.